# Eduardo Hernández Martínez
Eduardo Hernández Martínez es un jubilado jugador de fútbol salvadoreño.
Participó en el Campeonato CCCF 1961, Campeonato Concacaf 1963 y Campeonato Concacaf 1965.
Jugó en el Alianza, Atlante San Alejo y Juventud Olímpica de la Primera División de El Salvador en la década de 1960.

## Selección nacional
Apodado Volkswagen, jugó solo un juego en la Copa CCCF de 1961 contra Nicaragua, donde El Salvador ganó por una puntuación de 10-2. Marcó 2 goles a los 69 y 74 minutos.
En el Campeonato Concacaf de 1963, organizado en su país, fue titular en los 7 partidos, anotando en 8.
Jugó contra Nicaragua (6-1) y anotó en el minuto 4; contra Panamá (1-1) y marcó en el minuto 87; contra Honduras (2-2) y marcó al minuto 65; contra Guatemala (1-1) y marcó en el minuto 24; contra Costa Rica (1-4) pero no anotó; contra Honduras (3-0) y marcó 2 goles a los 13 y 34 minutos; contra Antillas Neerlandesas (3-2) y marcó 2 goles a los 14 y 80 minutos.
El Salvador fue subcampeón de la competencia. En el Campeonato de 1965, jugó solo un partido contra Antillas Neerlandesas (1-1) y anotó un gol en el minuto 8.

## Clubes
| Club              | País        | Año       |
| ----------------- | ----------- | --------- |
| Atlante San Alejo | El Salvador | 1961-1963 |
| Alianza           | El Salvador | 1965      |
| Juventud Olímpica | El Salvador | 1969      |

## Palmarés

### Distinciones individuales
| Distinción                                                | Año  |
| --------------------------------------------------------- | ---- |
| Máximo goleador del Campeonato de Naciones de la Concacaf | 1963 |